# Renversement de situation
Un renversement (ou retournement) de situation est, au niveau de tout récit comportant une mise en scène, un bouleversement inattendu dans l'intrigue ou un dialogue. Cette technique narrative s'applique aussi bien en dramaturgie au théâtre qu'au cinéma.
Les termes « renversement » et « retournement » sont d'un point de vue syntaxique équivalents, bien que, usuellement, l'on parle plus de retournement de situation.

## Exemples
Au cours du récit, un personnage doit faire un choix, prendre une décision, il l'annonce, mais, ensuite, il décide soudainement d'abandonner cette idée. Cette figure a d'abord été très utilisée dans les pièces de théâtre. Dans Œdipe roi par exemple, c'est le témoignage d'un berger de Laïos qui crée un renversement conduisant Œdipe de son statut de grand homme à celui de meurtrier du roi.
Le retournement de situation intervient par effet de surprise : par exemple, dans une scène où un personnage reconnait soudainement quelqu'un pour un membre de sa famille. 
- Dans la comédie Le voyage de Monsieur Perrichon, Daniel voulait laisser la place à son rival Armand, mais en plein milieu de la pièce, il signale à son adversaire qu'il continue la compétition
- Dans Les Fourberies de Scapin, Léandre menace Scapin pour le pousser à confesser sa fourberie (Acte II scène 3). Mais à la scène suivante, le danger dans lequel se trouve la femme qu'il aime l'amène à changer du tout au tout son comportement : il implore Scapin de lui venir en aide et va même jusqu'à se mettre à genoux.